# (17076) Betti
Pour les articles homonymes, voir Betti.
(17076) Betti est un astéroïde de la ceinture principale.

## Description
(17076) Betti est un astéroïde de la ceinture principale. Il fut découvert le 18 avril 1999 à Prescott (Arizona) par Paul G. Comba. Il présente une orbite caractérisée par un demi-grand axe de 2,43 UA, une excentricité de 0,08 et une inclinaison de 7,0° par rapport à l'écliptique.

## Compléments